# Tizi N'Berber
Tizi N'Berber (em árabe: تيزى نبربر) é uma comuna localizada na província de Bugia, no norte da Argélia. Segundo o censo de 2008, a população total da cidade era de 12 624 habitantes.